# دیوید پریمو
دیوید پریمو (به انگلیسی: David Primo) مدافع اهل اسرائیل است که از سال ۱۹۶۴ تا ۱۹۷۶ میلادی عضو تیم ملی فوتبال اسرائیل بوده و در ۳۸ بازی ملی حضور داشته است.